# Gamma Comae Berenices
Gamma Comae Berenices (γ Comae Berenices,  γ Com) este o singură stea de culoare portocalie din constelația de nord Coma Berenices. Este puțin vizibilă cu ochiul liber, având o magnitudine vizuală aparentă de 4,36. Pe baza unei deplasări anuale de paralaxă de 19,50 mas văzută de pe Pământ, distanța sa poate fi estimată la aproximativ 167 de ani-lumină de la Soare. Steaua se îndepărtează de Soare cu o viteză radială de +3 km/s.
Aceasta este o stea gigantă evoluată de tip K cu o clasificare stelară K1 III Fe0.5.Sufixul indică faptul că steaua prezintă o supraabundență de fier în spectrul său. Cel mai probabil (91% șanse) se află pe ramura orizontală cu o vechime de 2,7 miliarde de ani. Dacă acest lucru este adevărat, atunci are o masă estimată de 1,65 ori mai mare a Soarelui și s-a extins până la aproape 12 ori raza Soarelui. Steaua radiază de 58 de ori luminozitatea Soarelui din fotosfera sa mărită la o temperatură efectivă de aproximativ 4.652 K. Gamma Comae Berenices apare ca parte a  roiului stelar Melotte 111, deși probabil că nu este de fapt un membru al acestui roi.